# Cornelia Gabriela Elena Radu
Cornelia Gabriela Elena Radu (n. 26 octombrie 1956 – d. 2014) a fost un deputat român în legislatura 1996-2000, ales în județul Neamț pe listele partidului PNȚCD.

## Legături externe
- Cornelia Gabriela Elena Radu[nefuncțională – arhivă]
 la cdep.ro